# دهستان دربید
دهستان دربید، یکی از دهستان‌های بخش اله‌آباد شهرستان زارچ در استان یزد ایران است. مرکز این دهستان، روستای دربید است.

## جمعیت
بر پایه سرشماری عمومی نفوس و مسکن در سال ۱۳۹۵، جمعیت دهستان دربید برابر با ۲۹۹ نفر بوده‌است.